# Stazione di Livorno Centrale
Stazione di Livorno Centrale vasútállomás Olaszországban, Livorno településen.

## Vasútvonalak
Az állomást az alábbi vasútvonalak érintik:
- Pisa–Róma-vasútvonal
- Livorno–Collesalvetti-vasútvonal
- Pisa–Firenze-vasútvonal

## Kapcsolódó állomások
A vasútállomáshoz az alábbi állomások vannak a legközelebb:
- Stazione di Ardenza
- Stazione di Livorno Calambrone
- Stagno railway station (Livorno–Collesalvetti-vasútvonal)